# Charles Dazey
Charles Dazey, nato Charles Turner Dazey (Lima, 13 agosto 1855 – Quincy (Illinois), 5 febbraio 1938), è stato uno scrittore, commediografo e sceneggiatore statunitense.
Era il padre dello sceneggiatore Frank Mitchell Dazey (1892 – 1970)

## Biografia
Nato a Lima, in Illinois, frequentò l'Università di Lexington, nel Kentucky, laureandosi nel 1881 a Harvard. Redattore di The Harvard Advocate, fu nominato poeta della sua classe. Mentre era al college, sue poesie vennero pubblicate da The Century Magazine.
Nel 1892, scrisse il libretto di War-Time Wedding. Scrisse poi alcune commedie per Kate Putnam, James O'Neill e Maggie Mitchell. Il suo più grande successo, In Old Kentucky, fu scritto per Jacob Litt. Per oltre vent'anni continuò a lavorare ininterrottamente sia per il teatro che per il cinema. Dopo aver scritto per Broadway, infatti, passò al cinema, firmando numerose sceneggiature e molti dei suoi lavori furono adattati per lo schermo. Tra i registi che diressero film tratti da sue opere o sue sceneggiature, si possono ricordare David Wark Griffith, Thomas H. Ince, Allan Dwan, Albert Parker e John Ford.

## Filmografia
- In Old Kentucky, regia di David Wark Griffith (1909)
- The Old Flute Player, regia di Lionel Belmore (1914)
- Cutey Becomes a Landlord, regia di Wally Van (1915)
- The Alien, regia di Reginald Barker e Thomas H. Ince (1915)
- The Suburban, regia di George Lessey (1915)
- The Making Over of Geoffrey Manning, regia di Harry Davenport (1915)
- A Night Out, regia di George D. Baker (1916)
- The Redemption of Dave Darcey, regia di Paul Scardon (1916)
- L'allegra favola di Black Burke (Manhattan Madness), regia di Allan Dwan (1916)
- The Flower of Faith, regia di Burton L. King (1916)
- Wolf Lowry, regia di William S. Hart (1917)
- Behind the Mask, regia di Francis Ford (1916)
- Her Country's Call, regia di Lloyd Ingraham - sceneggiatura (1917)
- Peggy Leads the Way, regia di Lloyd Ingraham (1917)
- New York Luck, regia di Edward Sloman - soggetto (1917)
- The Midnight Trail, regia di Edward Sloman - sceneggiatura (1918)
- Danger Within, regia di Rae Berger (1918)
- The Mysterious Client, regia di Fred E. Wright - soggetto (1918)
- Shifting Sands, regia di Albert Parker (1918)
- The Testing of Mildred Vane, regia di Wilfred Lucas - soggetto (1918)
- In Old Kentucky, regia di Marshall Neilan (1919)
- Il principe di Avenue A (The Prince of Avenue A), regia di Jack Ford (John Ford) (1920)
- Trailed by Three, regia di Perry N. Vekroff (1920)
- The Fighting Kentuckians, regia di J. Harrison Edwards - didascalie (1920)
- The Silent Barrier, regia di William Worthington - sceneggiatura (1920)
- Women Men Love, regia di Samuel R. Bradley - soggetto (1921)
- The Supreme Passion, regia di Samuel R. Bradley - soggetto (1921)
- The Kentucky Derby, regia di King Baggot (1922)
- Manhattan Madness, regia di John McDermott (1925)
- In Old Kentucky, regia di John M. Stahl (1927)
- In Old Kentucky, regia di George Marshall (1935)

## Galleria d'immagini

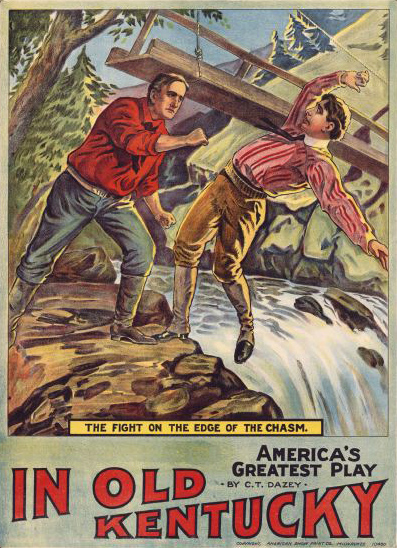
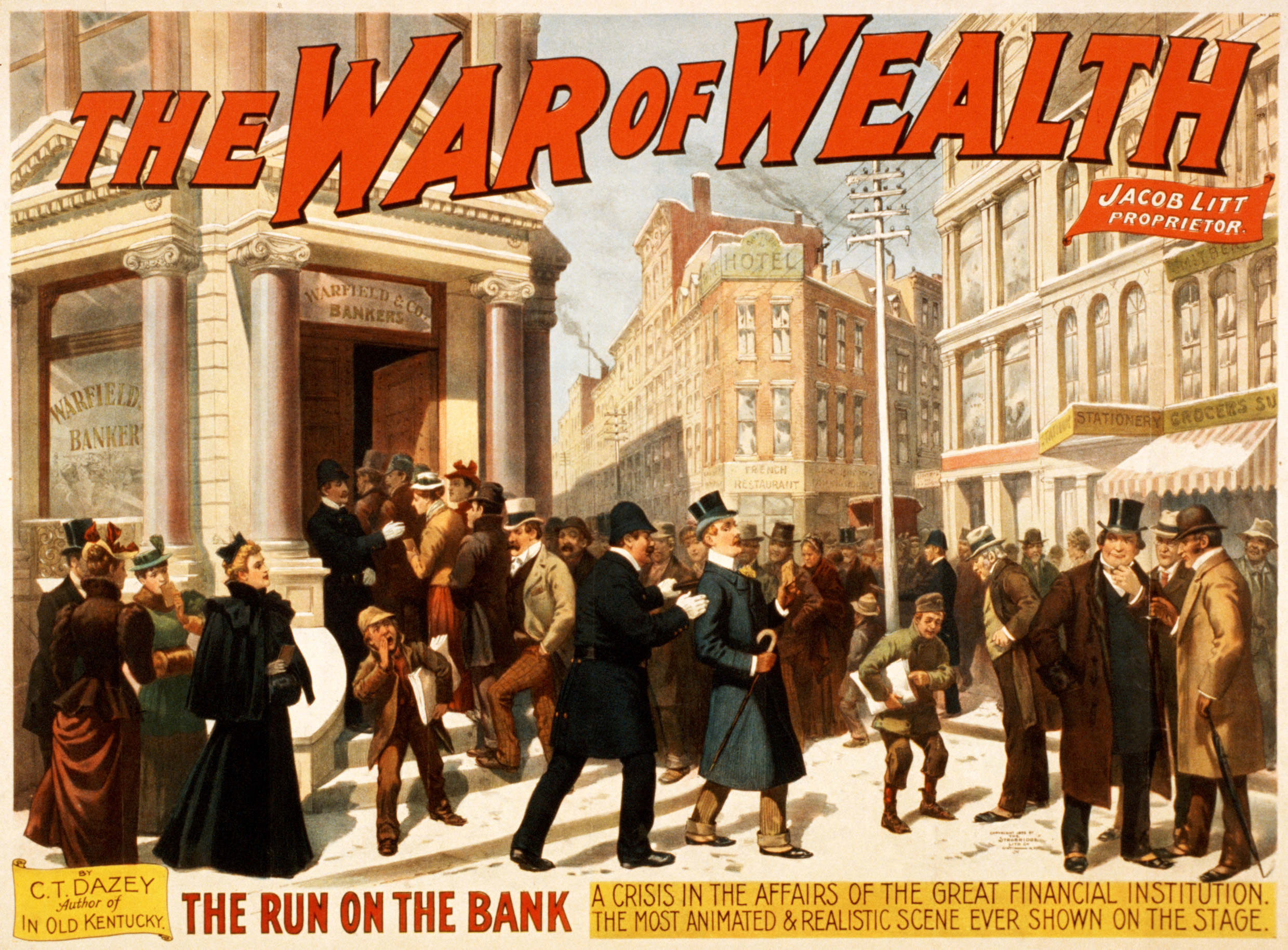
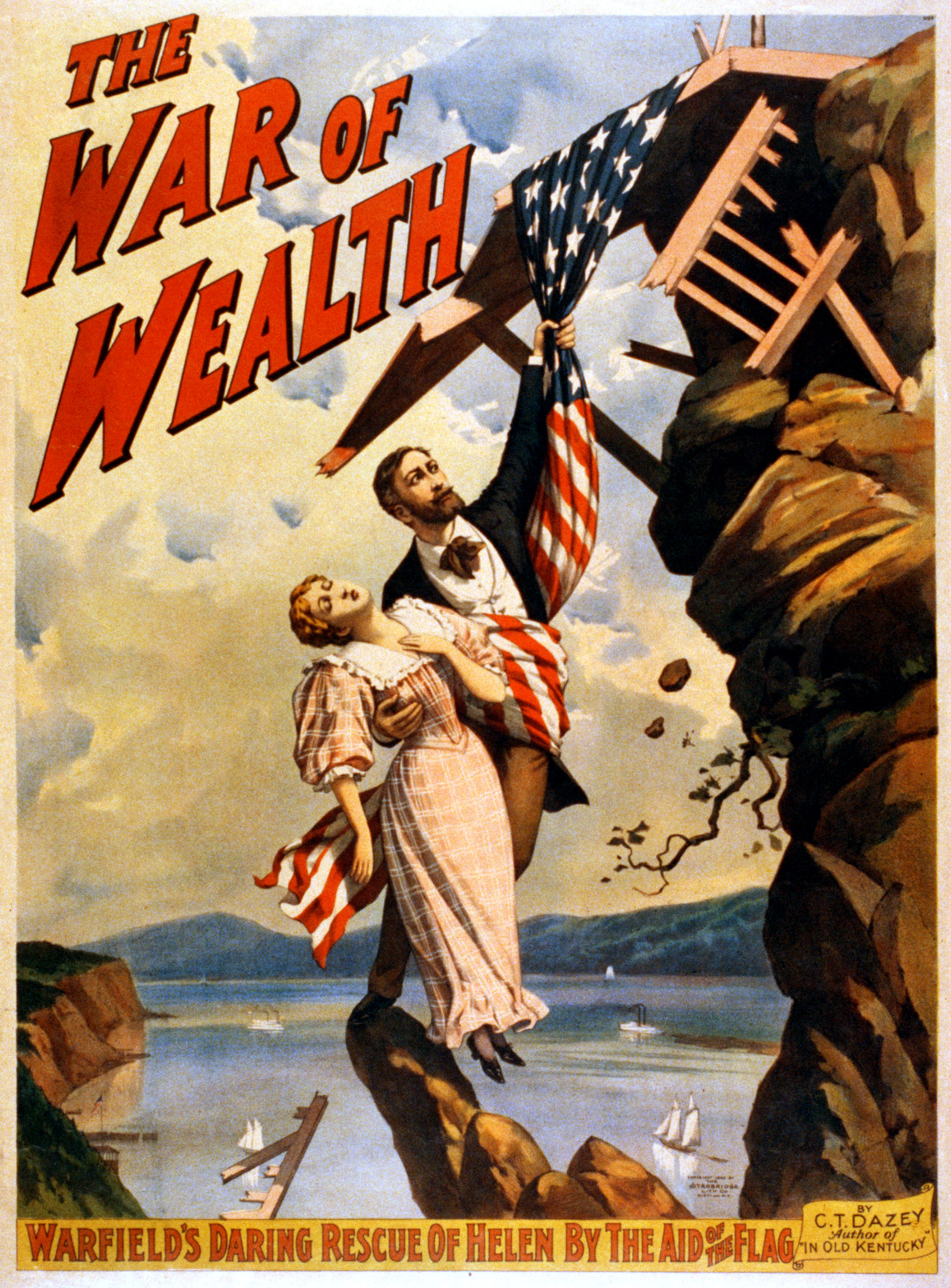